# Plagiosiphon longitubus
Plagiosiphon longitubus är en ärtväxtart som först beskrevs av Hermann August Theodor Harms, och fick sitt nu gällande namn av J.Leonard. Plagiosiphon longitubus ingår i släktet Plagiosiphon och familjen ärtväxter. IUCN kategoriserar arten globalt som akut hotad. Inga underarter finns listade i Catalogue of Life.